# Orah Hayim
 (juillet 2021).
Si vous disposez d'ouvrages ou d'articles de référence ou si vous connaissez des sites web de qualité traitant du thème abordé ici, merci de compléter l'article en donnant les références utiles à sa vérifiabilité et en les liant à la section « Notes et références ».
Orah Hayim (hébreu : אורח חיים « chemin de vie », d'après Proverbes 5:6, acronyme או"ח O"H) est la première des quatre sections de l'Arbaa Tourim, le code de  Loi juive de Yaakov ben Asher et, par conséquent, du Choulhan Aroukh de Joseph Karo qui en reprend la structure.

## Contenu
L’Orah Hayim traite de tous les aspects de la Loi juive liés au calendrier hébreu (obligations quotidiennes, hebdomadaires, mensuelles ou annuelles), ce qui comprend (entre autres) :
- le comportement du Juif pratiquant dès le lever du lit (règles de comportement générales en insistant sur le zèle à servir Dieu, récitation du Mode Ani, ablutions du matin, etc.) ;
- les lois relatives aux franges rituelles du châle de prière, aux phylactères, etc. ;
- les offices de prières des jours ordinaires et particuliers (chabbat, jours fériés, mi-fériés, de jeûnes publics, de jeûnes privés, etc. ;
- la lecture de la Torah à la synagogue.

## Commentaires
Du fait de l'importance de ces lois au quotidien, l’Orah Hayim est l'un des traités les plus souvent commentés et désignés dans la littérature des autorités rabbiniques tardives et contemporaines ainsi que dans leurs reponsa, tout point de Loi juive relevant du quotidien ou lié au calendrier.
Parmi les commentaires les plus importants figurent :
- la Mishna Beroura d'Israël Meïr Kagan ;
- le Tourei Zahav (Taz) de David HaLevi Segal (en) ;
- le Maguen Avraham d'Avraham Gombiner ;
- le Beour HaGra du Gaon de Vilna ;
- et le Pri Megadim de Joseph ben Meïr Teomim (en), commentaire des trois commentaires précédemment cités ainsi que d’autres.